# Collores (Orocovis)
Collores es un barrio ubicado en el municipio de Orocovis en el estado libre asociado de Puerto Rico. En el Censo de 2010 tenía una población de 152 habitantes y una densidad poblacional de 39,28 personas por km².

## Geografía
Collores se encuentra ubicado en las coordenadas 18°14′29″N 66°29′14″O / 18.24139, -66.48722. Según la Oficina del Censo de los Estados Unidos, Collores tiene una superficie total de 3,87 km², que corresponden a tierra firme.

## Demografía
Según el censo de 2010, había 152 personas residiendo en Collores. La densidad de población era de 39,28 hab./km². De los 152 habitantes, Collores estaba compuesto por el 89,47% blancos, el 7,24% eran afroamericanos, el 0,66% eran amerindios, el 1,97% eran de otras razas y el 0,66% pertenecían a dos o más razas. Del total de la población el 99,34% eran hispanos de cualquier raza.